# William Griffith
William Griffith (Ham, 4 marzo 1810 – Malacca, 9 febbraio 1845) è stato un medico, naturalista e botanico britannico, membro della Linnean Society of London, dell'Accademia Cesarea Leopoldina e dell'Accademia delle Scienze di Torino.

## Biografia
William nacque a Richmond upon Thames nel marzo del 1810. Studiò con un tutore privato insieme ai fratelli e, sin dai primi giorni, mostrò interesse per la botanica. In seguito si iscrisse alla London University dove studiò sotto Robert Brown e John Lindley. 
Nel 1830 Ricevette la medaglia d'oro Linnaean della Worshipful Society of Apothecaries (classe botanica), e il 24 settembre 1832 si unì alla Compagnia britannica delle Indie orientali come assistente chirurgo a Madras. Nel 1835 partecipò, insieme a Nathaniel Wallich e a John McClelland, ad una missione per esaminare la coltivazione del tè nell'India nordorientale. Il commissario dell'Assam, Jenkins, successivamente lo incaricò di esplorare le colline degli Mishmi e la valle di Lohit. Nel 1837 prestò servizio nella missione del maggiore Robert Boileau Pemberton nel Bhutan. Nel 1839 visitò la regione dell'Indo e studiò la flora dell'Afghanistan, ritornando nel 1841 e ristabilendosi a Shimla prima di visitare suo fratello a Jabalpur. Quando Nathaniel Wallich visitò il Sudafrica, fu nominato responsabile del Giardino botanico di Calcutta e fu incaricato anche di insegnare botanica presso il Medical College dal 1842 al 1844. Sollevato dall'incarico, tornò nello stretto di Malacca, ammalandosi e morendo di un disturbo epatico il 9 febbraio 1845.
Il Journal of Natural History di Calcutta, prodotto con il suo aiuto, cessò e gli abbonamenti furono usati da John McClelland per pubblicare i manoscritti inediti di Griffith. 
Una tavoletta commemorativa è stata collocata nella Cattedrale di San Giorgio a Madras.
Scoprì e descrisse alcune importanti specie botaniche asiatiche, tra le quali l'abete del Bhutan.
Numerose sono le specie vegetali con nome scientifici assegnati in suo onore (griffithianus, griffithia e griffithii), tra le quali Larix griffithii.

## Opere principali
- Journals of travels in Asia, Burma, Bootan, Afghanistan and the neighboring countries. Selections, 1847, Bishop's College Press, Calcutta; reprinted 2001 Munshiram Manoharlal Publishers, New Delhi.
- Notulae ad Plantas Asiaticas (Arranged by M'Clelland, J.). Part III: Monocotyledonous plants., 1951, 436 + xii pp. Charles A. Serrao, Calcutta.
- Notulae ad plantas asiaticas. (Arranged by M'Clelland, J.) Part IV: Dicotyledonous plants., 1954, XLI+764 pp. Charles A. Serrao, Calcutta.